# Tiyeglow
Tiyeglow, également orthographié Tieglow ou Tayeglo (en somali : Tiyeegloow ; en italien : Tigieglò ou Tigieglo), est un village de la région de Bakool, dans le Sud-Ouest de la Somalie. Il est rattaché au district de Tiyeglow (en).
Situé à 508 m d'altitude, le village comptait environ 2 000 habitants en 2000.